# Amphinemura kustarevae
Amphinemura kustarevae är en bäcksländeart som beskrevs av Zhiltzova 1976. Amphinemura kustarevae ingår i släktet Amphinemura och familjen kryssbäcksländor. Inga underarter finns listade i Catalogue of Life.